# 幻觉现实主义
幻觉现实主义，又译迷幻现实主义，是一个定义文学作品风格或作家写作风格的术语，从1970年代以来它被批评家广泛使用。幻觉现实主义和魔幻现实主义有联系，不过，幻觉现实主义通常特定为“梦”这种状态。
1981年，《牛津20世纪艺术大全》（英語：The Oxford Companion to Twentieth Century Art）把幻觉现实主义定义为“精细正确的细节描绘，但这种现实主义并不描述外部现实，因为它用现实手法描述的主题只属于梦境和幻想。”
1983年，德国法兰克福歌德大学的林德勒教授（英語：Professor Burkhardt Lindner）在其论文（英語：Halluzinatorischer Realismus）中说：“幻觉现实主义追求的是一种类似梦境的真实”。

## 沿革
1975年，克莱门斯（英語：Clemens Heselhaus）把幻觉现实主义用来形容安内特·冯·德罗斯特-徽尔斯霍夫的诗歌，尽管它是整体描述诗歌集的术语，不是捕捉令人惊奇诗句。加州大学戴维斯分校教授伊丽莎白·柯瑞美（英語：Professor Elisabeth Krimmer）称赞幻觉现实主义，“过渡到梦幻世界更影人注目，因为它前面是一个详细描述的自然环境”。
法兰克福歌德大学林德勒教授在其论文讨论道：“幻觉现实主义：彼得·魏斯的《抵抗的美学》、《笔记本》，以及艺术的死区”（新德国批判，1983年）（英語：New German Critique, 1983），关于彼得·魏斯，林德勒谈到其剧作《流亡的托洛斯基》：“只在有限方面具有纪实性，相较于戏剧形式而言，毋宁说更适合以一种几乎幻觉的景象呈现。幻觉现实主义这样的艺术处理方法试图达到似梦般的真实性。”
幻觉现实主义这个词也出现在2012年诺贝尔文学奖的颁奖词用来形容中国作家莫言的获奖原因，
这个词被用在四种语言的官方新闻稿（英语、法语、德语和西班牙语），
然而，在最初的瑞典语官方版本中使用的瑞典语是“幻觉般的敏锐”（瑞典语：hallucinatorisk skärpa；英语：hallucinatory sharpness），并且使用瑞典语和英语宣布颁奖词。
幻觉现实主义也被延伸到电影、绘画等艺术领域使用，如德国作家彼得·魏斯的作品、法国画家汤米·温格尔的图画、意大利导演皮埃尔·保罗·帕索里尼的电影《马太福音》、澳大利亚小说家彼得·凯里的小说《我虚假的生活》、凯文·贝克的小说《陋巷风云》。